# Canavalia
Canavalia es un género de plantas con flores  perteneciente a la familia Fabaceae. Comprende 157 especies descritas y de estas, solo 66 aceptadas.

## Descripción
Son plantas trepadoras delgadas a bejucos fuertes, rastreros o trepadores, leñosas o herbáceas perennes. Hojas pinnadamente 3-folioladas; folíolos ovados o elípticos, estipelas comúnmente diminutas y caducas, ocasionalmente hasta 5 mm de largo y persistentes; estípulas caducas. Inflorescencias racimos axilares, pedúnculos cortos a largos, con nudos abultados produciendo 2–6 flores pediceladas, brácteas y bractéolas caducas; cáliz tubular o campanulado, bilabiado, el labio superior con 2 lobos grandes unidos a lo largo del margen superior, el inferior con 3 dientes pequeños; pétalos vistosos, azules, morados, violetas, rojos o blancos, el estandarte con un par de callosidades a lo largo del nervio principal en el punto de reflexión sobre la uña, alas libres, angostas, liguliformes, obtusas, auriculadas en la base sobre la uña, quilla ascendente, pétalos unidos cerca de la punta, aurículas en la base sobre la uña; estambres monadelfos, el vexilar a veces más o menos libre; ovario pubescente, estigma capitado. Legumbres oblongas, apicalmente rostradas, a veces estipitadas, coriáceas o leñosas, a veces con dehiscencia explosiva, las valvas torcidas, pubescentes o glabrescentes, acostilladas, las suturas con crestas longitudinales conspicuas, con costillas adicionales en las valvas; semillas 4–15, oblongas o elípticas, comúnmente cafés, raramente rojas o blancas, hilo linear, gris o negro, generalmente con un borde café y un pequeño apéndice funicular papiráceo persistente.

## Taxonomía
El género fue descrito por Nicholas Edward Brown y publicado en Familles des Plantes 2: 325, 531. 1763. La especie tipo es: Canavalia ensiformis

## Especies aceptadas
A continuación se brinda un listado de las especies del género Canavalia aceptadas hasta julio de 2014, ordenadas alfabéticamente. Para cada una se indica el nombre binomial seguido del autor, abreviado según las convenciones y usos.	

## Especies
| - Canavalia acuminata Rose - Canavalia africana Dunn - Canavalia altipendula (Piper) Standl. - Canavalia aurita J.D. Sauer - Canavalia bicarinata Standl. - Canavalia boliviana Piper - Canavalia bonariensis Lindl. - Canavalia brasiliensis Mart. ex Benth. (2007) – - Canavalia campylocarpa Piper - Canavalia cathartica Thouars - Canavalia centralis St. John - Canavalia concinna J.D.Sauer - Canavalia dictyota Piper – disputed - Canavalia dolichothyrsa G.P. Lewis - Canavalia dura J.D. Sauer - Canavalia ensiformis – feijão-de-porco - Canavalia eurycarpa Piper - Canavalia forbesii St. John - Canavalia galeata (Gaud.) Vogel - Canavalia glabra (M. Martens & Galeotti) J.D.Sauer - Canavalia gladiata – Sword Bean - Canavalia grandiflora Benth. - Canavalia haleakalaensis St. John - Canavalia hawaiiensis O. & I.Deg. & J.D.Sauer - Canavalia hirsutissima J.D. Sauer - Canavalia iaoensis St. John - Canavalia kauaiensis J.D.Sauer - Canavalia kauensis St. John - Canavalia lineata (Thunb.) DC. - Canavalia macrobotrys Merr. - Canavalia macropleura Piper - Canavalia madagascariensis J.D.Sauer | - Canavalia makahaensis St. John - Canavalia mattogrossensis (Barb. Rodr.) Malme - Canavalia matudae J.D. Sauer - Canavalia microsperma Urb. - Canavalia mollis Wight & Arn. - Canavalia molokaiensis – Molokaʻi Jack-bean - Canavalia munroi (O. & I.Deg.) St. John - Canavalia napaliensis – Mākaha Valley Jack-bean - Canavalia nitida (Cav.) Piper - mate de Cuba - Canavalia nualoloensis St. John - Canavalia obidensis Ducke - Canavalia oxyphylla Standl. & L.O. Williams - Canavalia palmeri (Piper) Standl. - Canavalia papuana Merr. & L.M. Perry - Canavalia parviflora Benth. - Canavalia peninsularis St. John - Canavalia picta Benth. - Canavalia piperi Killip & J.F. Macbr. - Canavalia plagiosperma Piper - Canavalia pubescens – Lavafield Jack-bean - Canavalia raiateensis J.W. Moore - Canavalia ramosii J.D. Sauer - Canavalia regalis Piper & Dunn - Canavalia rockii St. John - Canavalia rosea (Sw.) DC. - Canavalia rutilans DC. – disputed - Canavalia sanguinea St. John - Canavalia saueri Fantz - Canavalia septentrionalis J.D. Sauer - Canavalia sericea A. Gray - Canavalia sericophylla Ducke - Canavalia stenophylla St. John - Canavalia villosa Benth. |